# Berlichingen (Adelsgeschlecht)

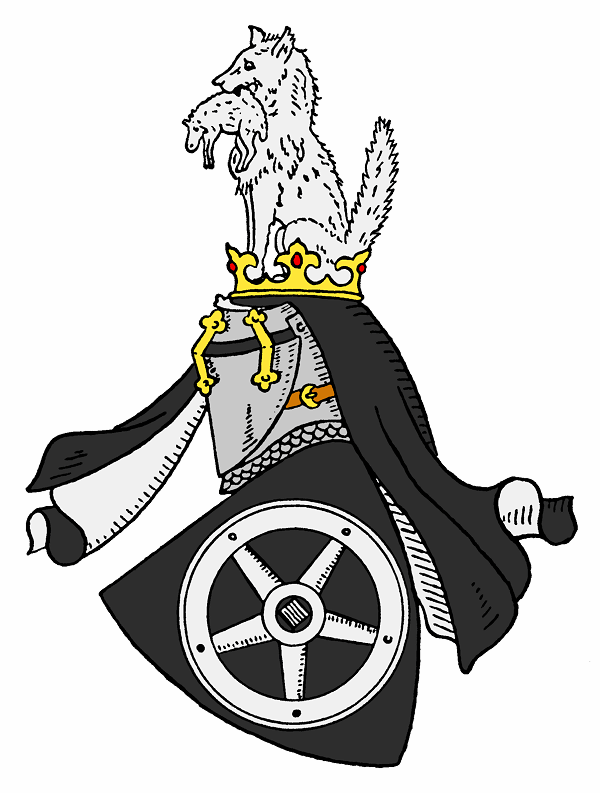
Stammwappen derer von Berlichingen

Die Berlichingen (auch Herren von Berlichingen) ist der Name eines alten Adelsgeschlechts. Es waren reichsunmittelbare Ritter fränkischen Ursprungs mit dem Stammhaus Burg Berlichingen, deren mittelalterlicher Herrschaftsbereich im schwäbisch-fränkischen Grenzbereich lag und deren bekanntester Vertreter Götz von Berlichingen durch Goethes gleichnamiges Schauspiel wurde. Zu den Berlichingenschen Besitztümern zählte einst Burg Hornberg in Neckarzimmern und zählt bis heute die Götzenburg genannte Burg Jagsthausen, daneben ferner die in Jagsthausen gelegenen Herrensitze Rotes Schloss und Weißes Schloss sowie Schloss Rossach in Schöntal.

## Abstammung

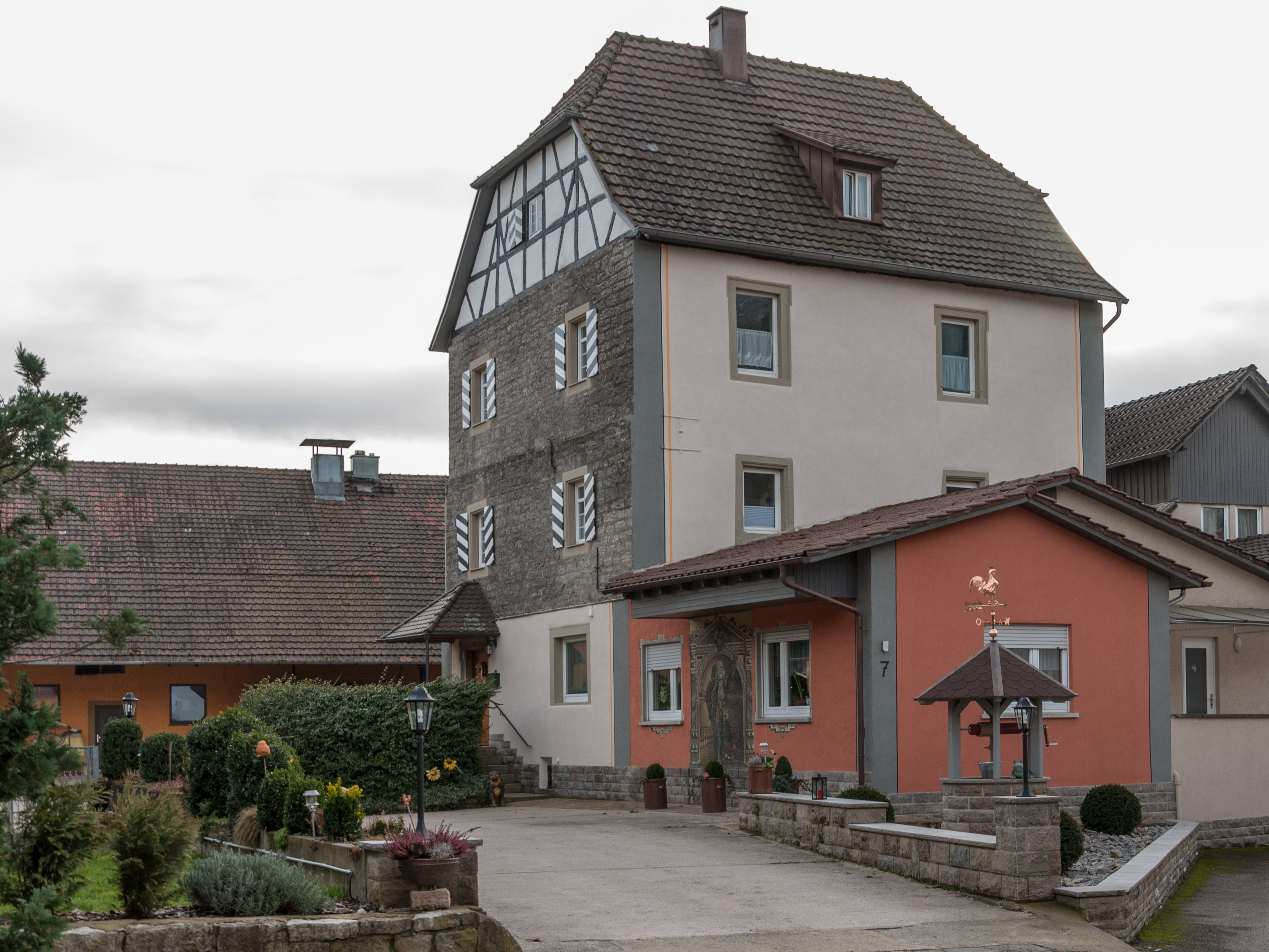
Burg Berlichingen (ehem. Wohnturm)

Der namensgebende Ort Berlichingen wird im Lorscher Codex im Jahr 800 erwähnt. Die Familienchronik der Berlichingens sieht daher eine Berechtigung zur Annahme, dass dort bereits damals Vorfahren der Familie lebten. Die Familienchronik von 1861 berichtet hierzu, „daß auch die Vorfahren des Geschlechts, schon damals hier lebten, aber sich nach dem Brauche jener Zeit nur beim Vornamen nannten, und wir glauben somit das Recht zu haben, der Vermuthung Raum zu geben, daß das Geschlecht der „von Berlichingen“ sich seit beinahe elfhundert Jahren seines Bestandes erfreut.“
Demnach wäre der älteste Berlichingen ein Arnold mit seiner „Hausfrau“ Landrad (oder von Seckendorff). Zusammen hätten sie im Kloster Eberbach 927 einen Jahrtag und einige Messen gestiftet und ein Gut in Langenzenn „dahin gegeben“ und im Jahre 950 noch gelebt. Beide seien auch in der Kirche des Klosters beigesetzt worden. Sie zogen fünf Kinder groß mit den Namen Agnes, Arnold, Mechthild, Friedrich und Berchtold. Die Chronik berichtet weiter, dass Friedrich mit der Ritterschaft übers Meer zog, ohne zurückzukehren. Bechthold starb ledig und Arnold II. erscheint als Stammhalter, danach erscheinen Friedrich I. und ein Friedrich II., wenngleich diese Vorfahrenreihe nur durch einen Bucelinus in „Germania topo-chronost“ in Mitte des 17. Jahrhunderts ohne Hinweis auf seine Quellen erwähnt wird. Auch von einem Otto wird berichtet, der 1096 am ersten Kreuzzug teilnahm und im Morgenland blieb. Ein Berenger von Berlichingen soll um 1099 beim Kreuzzug unter Gottfried von Bouillon in Jerusalem gekämpft haben.
Weiter sollen die Familiennamen Husen (Hausen) und Bittigstatt (Wittstatt), welche um 1090 in einer Schenkungsurkunde als Zeugen erscheinen, und einige mehr aus dem Geschlecht Berlichingen hervorgegangen sein. Teilweise benutzen sie auch das gleiche Wappen wie die Berlichingen.

## Geschichte

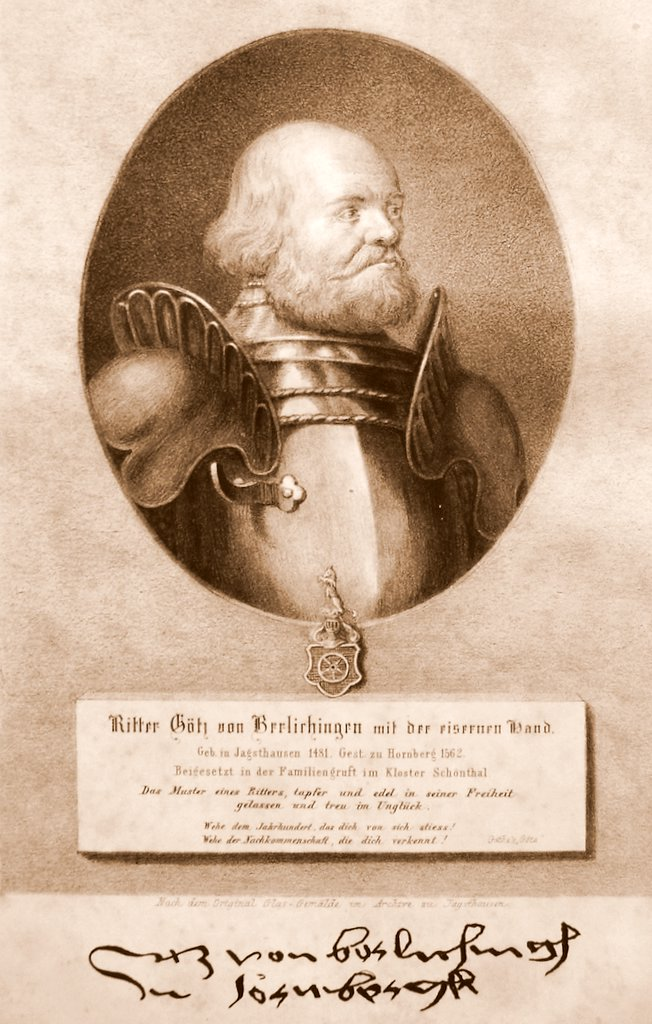
Götz von Berlichingen mit seiner Unterschrift. (Götz von Berlichingen zu Hornberg)

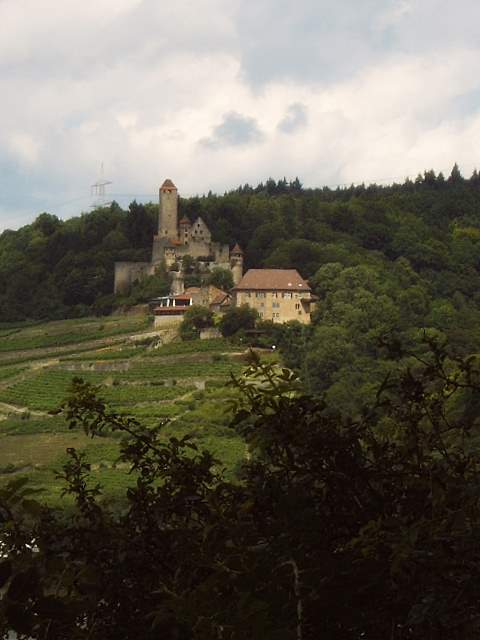
Auf seiner Burg Hornberg verbrachte Götz 45 Jahre seines Lebens

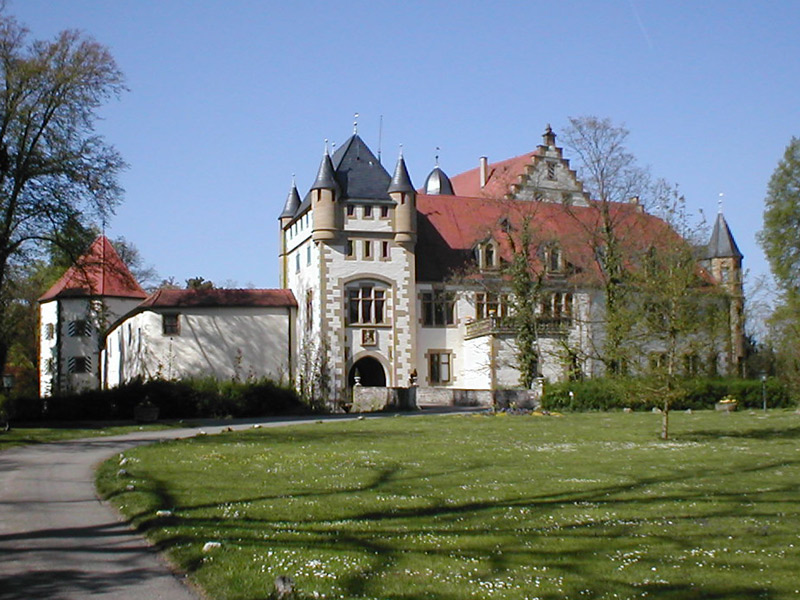
Das Alte Schloss in Jagsthausen wird seit Beginn des Theaterbetriebs 1950 auch Götzenburg genannt.

Philipp Ernst von Berlichingen-Hornberg 1594. Glasmalerei, Archiv Burg Hornberg

Nach einer zeitlichen Lücke datieren erste schriftliche, wenngleich nicht urkundliche, Angaben in der Chronik des Klosters Schöntal um 1151. Danach habe ein Wolfram von Bebenburg beabsichtigt, ein Kloster zu gründen. Nach einer Vision wollte er dieses allerdings nicht mehr auf seinem eigenen Land gründen, sondern unten im „schönen Thale“ auf einem Gebiet des Engelhardt von Berlichingen. Wolfram ließ dann durch seine Mutter, die eine geborene von Berlichingen gewesen sei, bei Engelhard von Berlichingen um die Erlaubnis zum Bau des Klosters nachfragen. Engelhard erteilte diese und stellte die Fläche kostenlos zur Verfügung, allerdings mit der Bedingung:
…dass so oft einer von Berlichingen mit Tod abginge, sollen Abt und Convent verpflichtet sein, den Toten mit einem Biergespann abholen zu lassen, dann, wenn der Leichnam vor der Klosterpforte ankäme, ihn processionsweise in die Kirche zu geleiten, die gewöhnlichen Requien halten zu lassen und endlich im Kreuzgange des Klosters – der für immterwährende Zeiten der Familie von Berlichingen als Grabbegräbniß überwiesen wird – feierlich beizusetzen.
Dies wurde bis kurz nach der Reformation auch beibehalten. So konnte das Kloster Schöntal in Schöntal schließlich gebaut werden. Die Abstammung der Mutter des Wolfram von Bebenburg von den Berlichingens ist nicht sicher und wurde teilweise bezweifelt. Durch einen späteren Aktenfund im Archiv der Burg Jagsthausen sieht man diese Möglichkeit jedoch als gestützt.
In älteren Chroniken wird ein Frechhans um 1165 als Stammvater derer von Berlichingen erwähnt, in Zusammenhang mit dem zehnten Turnier „zu Zürich an der Limat“. Den oben um 1151 erwähnten Engelhard I. sieht man in den aktuelleren Familienchroniken als ersten sicheren Stammvater. 1157 war er nach der Schöntaler Klosterchronik auch anwesend, als Wolfram von Bebenburg sich im Kloster als Mönch einkleiden ließ und wird als zweiter Stifter genannt, da er Grund und Boden stiftete. Sein Sohn Engelhard II. wird um 1194 erwähnt. In der Folge lässt sich die Linie lückenlos fortsetzen. Ab etwa Mitte des 14. Jahrhunderts, beginnend mit der Dörzbach-Laybacher Hauptlinie, lassen sich diverse Verzweigen und Hauptlinien sicher nachweisen.
Gegen Ende des 14. Jahrhunderts erwarben die Berlichingen die Burg in Jagsthausen von deren Begründern, den von Husen. Die Burg wurde nach Errichtung weiterer Herrensitze auch als Altes Schloss bzw. heute in Anlehnung an Goethes dort seit 1950 aufgeführtes Drama als Götzenburg bezeichnet.
Um 1430 wird von einer bedeutenden Fehde des Hans von Berlichingen, der schon damals die Hälfte der späteren Götzenburg Hornberg kurzfristig besaß, gemeinsam mit einigen Fürsten und Rittern gegen von Horneck zu Hornberg dem Alten berichtet. Es ging um „Morden, Brennen und Sengen“. Aber es endete mit einem gütlichen Spruch von fünf Schiedsrichtern, die von Horneck zu Hornberg zur Zahlung von 3800 Thalern verurteilten, wovon die Berlichingens 150 Thaler erhielten.
1441 blühen mit der Dörzbach-Laybacher und der Bayerischen zwei Berlichingsche Hauptlinien neben dem Jagsthausener Hauptstamm, der mit der Geburt des Kilian in demselben Jahr fortgesetzt wurde. Durch den frühen Tod seines Vaters erbte Kilian, noch minderjährig, einen reichen Besitz und verstand es auch durch geschickte Zukäufe, diesen noch zu vergrößern. Er war dreimal verheiratet, in erster Ehe mit Barbara von Wolmershausen, dann folgten Elisabeth von Steinau-Steinrück und Margaretha von Thüngen. Mit diesen drei Frauen hatte er fünf Töchter mit den Namen Margaretha, Maria, Helene, Amalia und Lucia sowie fünf Söhne: Kilian, Philipp, Hans, Hans-Wolf und schließlich Götz von Berlichingen, der jüngste Sohn aus dritter Ehe und später berühmte Ritter mit der Eisernen Hand, der fortan die Berlichingensche Familiengeschichte wie kein Zweiter prägen sollte.
Götz von Berlichingen wurde 1480 oder 1481 geboren. Zum Geburtsort sind keine Urkunden bekannt. Die Familienchronik vermutet Jagsthausen als Geburtsort, aber auch die Gemeinde Schöntal beansprucht im Ortsteil Berlichingen das Geburtshaus von Götz auf ihrer Gemarkung. Gesichert ist, dass Götz einige Jahre seiner Jugend auf der Burg in Jagsthausen verbrachte. 1517 kaufte er die Burg Hornberg und begründete dort mit seinem 1518 geborenen ältesten Sohn Hans-Jakob die Hauptlinie Hornberg-Rossach. Er und seine Nachfahren unterschrieben seitdem mit von Berlichingen zu Hornberg. Im Gegensatz zu Goethes Götz war der echte Götz nie Schlossherr zu Jagsthausen. Götz verstarb 1562 auch auf Burg Hornberg und seine Söhne und Enkel begannen noch zu seinen Lebzeiten, die Burg durch aufwendige Baumaßnahmen in ein zeitgemäßes Schloss zu wandeln. Um 1500 waren auch umfangreiche Um- und Neubauten an der Burg Jagsthausen erfolgt.
Die vielen Fehden und Streitereien, die Götz führte, wurden teilweise auch von seinen Brüdern unterstützt. Götz und sein Bruder Philipp waren beispielsweise mehrmals Gefolgsleute des Raubritters Hans Talacker von Massenbach. Die Brüder bekamen die Reichsachten zu spüren, die zum Teil auch gegen sie ausgesprochen wurden. 1512 ist ein Scheinverkauf des Berlichingschen Besitzes an Götzens Weggefährten Conz Schott von Schottenstein bekannt, der den Besitz, wenn auch erfolglos, vor einem kaiserlichen Mandat retten sollte, das ihnen die Güter absprach. Götz war mit Conz über seine mütterliche Familie Thüngen auch entfernt verschwägert.
Götzens ältester Bruder Kilian trat in den Deutschen Orden ein. Philipp, der zweitälteste, stand wie auch sein Bruder Hans in den Diensten des Ulrich von Württemberg und wurde von ihm mit Siebeneich belehnt. Die jüngeren Brüder teilten sich schließlich den Besitz, wobei Götz u. a. Rossach erhielt, sich dort aber wohl nie länger aufhielt; gleichwohl ließ er dort um 1540 das noch heute als Familienwohnsitz dienende Schloss Rossach errichten. Bruder Hans-Wolf bekam die Burg Jagsthausen und setzte dort den Hauptstamm fort, dessen Linie jedoch mit seinem Sohn Thomas 1568 erlosch. Mit dessen Tod wurden die Besitzungen der Stammlinie danach im Wesentlichen auf die Nachfahren von Götz und seinen Brüdern aufgeteilt, mit der Folge, dass Götzens Enkel Hans Reinhard wieder in den Besitz eines Teiles von Jagsthausen kam.
Burg Hornberg war bis 1594 im Besitz der Berlichingen. Nach einem Aufstand der Bauern in Neckarzimmern 1591 wegen der häufigen Frondienste, die auch zu Beschwerden beim Kaiser führten, verkaufte Philipp Ernst von Berlichingen die Burg 1594 an den kurfürstlich mainzischen Rat Hans Heinrich von Heußenstamm, der die Anlage nach weiteren Unruhen unter der Bevölkerung und dem Tod seines Sohnes im Juli 1612 an den kurpfälzischen Rat Reinhard von Gemmingen den Gelehrten (1576–1635) veräußerte.
Graf Friedrich Wolfgang Götz von Berlichingen-Rossach schreibt über Philipp Ernst in seiner Familienchronik von 1861: Durch ihn kam leider der schöne Hornberg mit dem Dorfe Zimmern 1602 mit Lehensconsens des Hochstifts Speier käuflich an Heinrich von Heußenstamm und somit Götzens berühmte Burg in fremde Hände. Es ist dies ein Verlust, den wir bis auf den heutigen Tag ebenso wenig verschmerzen können, als den von Schrozberg! Gegenwärtig ist der Hornberg nebst Zimmern im Besitze der Freiherren von Gemmingen. Während Philipp Ernst seine schönste Besitzung veräußerte, machte er keine weitere Aqusition als im Jahre 1606 die des unbedeutenden Weilers Korb.
Götzens Enkel Hans Reinhard, der 1571 einen Teil der Jagsthausener Stammgüter erhielt, baute sich 1591 das Rote Schloss in Jagsthausen. Philipp-Adam von Berlichingen erbaute 1713 das Schloss Sennfeld. Das Weiße Schloss in Jagsthausen wurde im Jahr 1792 von Graf Joseph von Berlichingen erbaut.
1730 ging Götzens Lebensbeschreibung in Druck und 1771 schrieb Goethe sein Drama Götz von Berlichingen, in dem der historische Götz das Vorbild für die Hauptfigur gab. Franziska von Berlichingen, geborene Gräfin von Hadik, gelingt es 1788, die verschollene Eiserne Hand des Götz von einem Herren von Hornstein zu erwerben. Sie stellte diese der Familie als unveräußerbaren gemeinsamen Besitz zur Verfügung. Graf Friedrich Wolfgang Götz von Berlichingen-Rossach erstellte eine umfangreiche, 778 Seiten starke Geschichte zu Götz und dessen Familie von Berlichingen. 1861 erscheint dieses Werk als Buch mit einigen Bildern, Kopien alter Handschriften, Skizzen der Eisernen Hand und dem Stammbaum der Familie Berlichingen bis 1861.
Von 1876 bis 1878 kam es zur größten Umgestaltung der Burg Jagsthausen in historisierendem Stil nach Plänen des Ulmer Münsterbauers August von Beyer. Seit 1950 wird alljährlich zwischen Juni und August im Hof der seitdem auch Götzenburg genannten Burg bei den Burgfestspielen Jagsthausen Goethes Drama auf einer Freilichtbühne aufgeführt.
Bis heute blühen mehrere Berlichingensche Linien und leben überwiegend in und um Jagsthausen, so im Alten Schloss, im Weißen und im Roten Schloss sowie auf Schloss Rossach. Das letzte große Ereignis war die Hochzeit von Alexandra Freifrau von Berlichingen (geb. von Vultejus) mit Bundespräsident a. D. Roman Herzog im Jahr 2001.

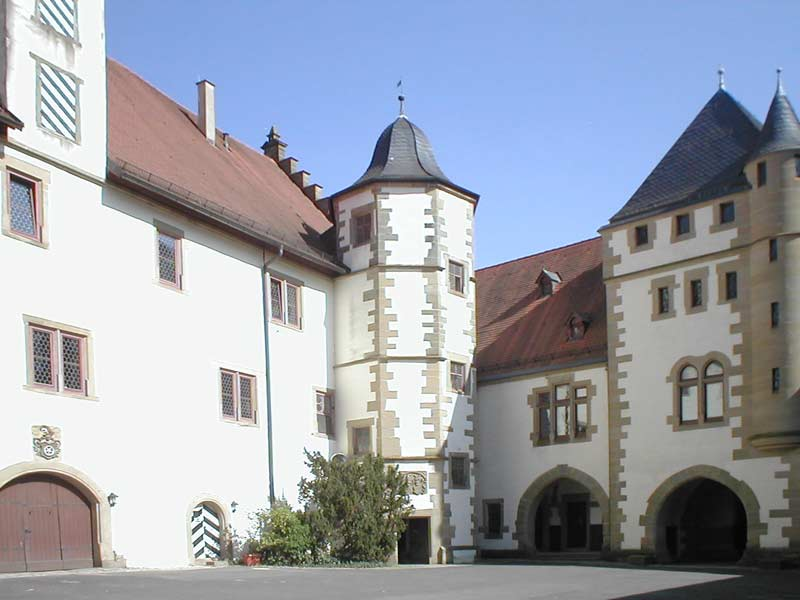
Burg Jagsthausen (auch „Altes Schloss“ oder „Götzenburg“)
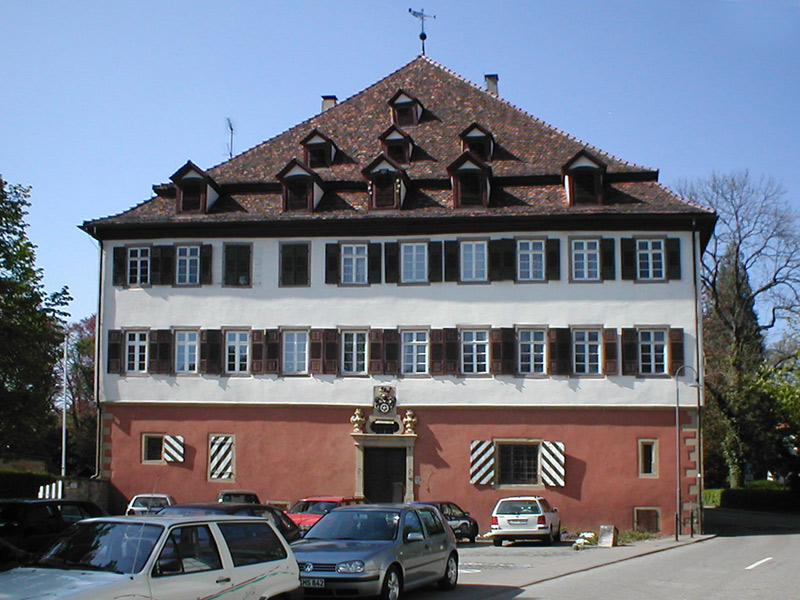
Rotes Schloss in Jagsthausen
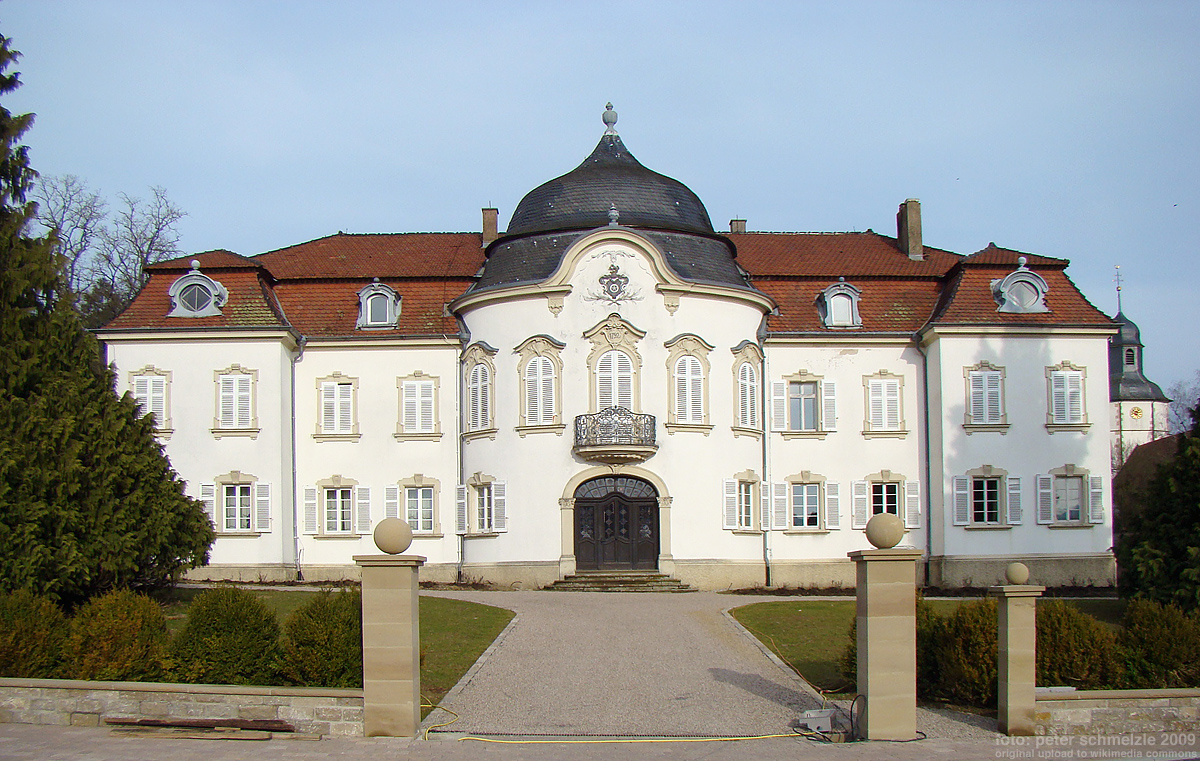
Weißes Schloss in Jagsthausen
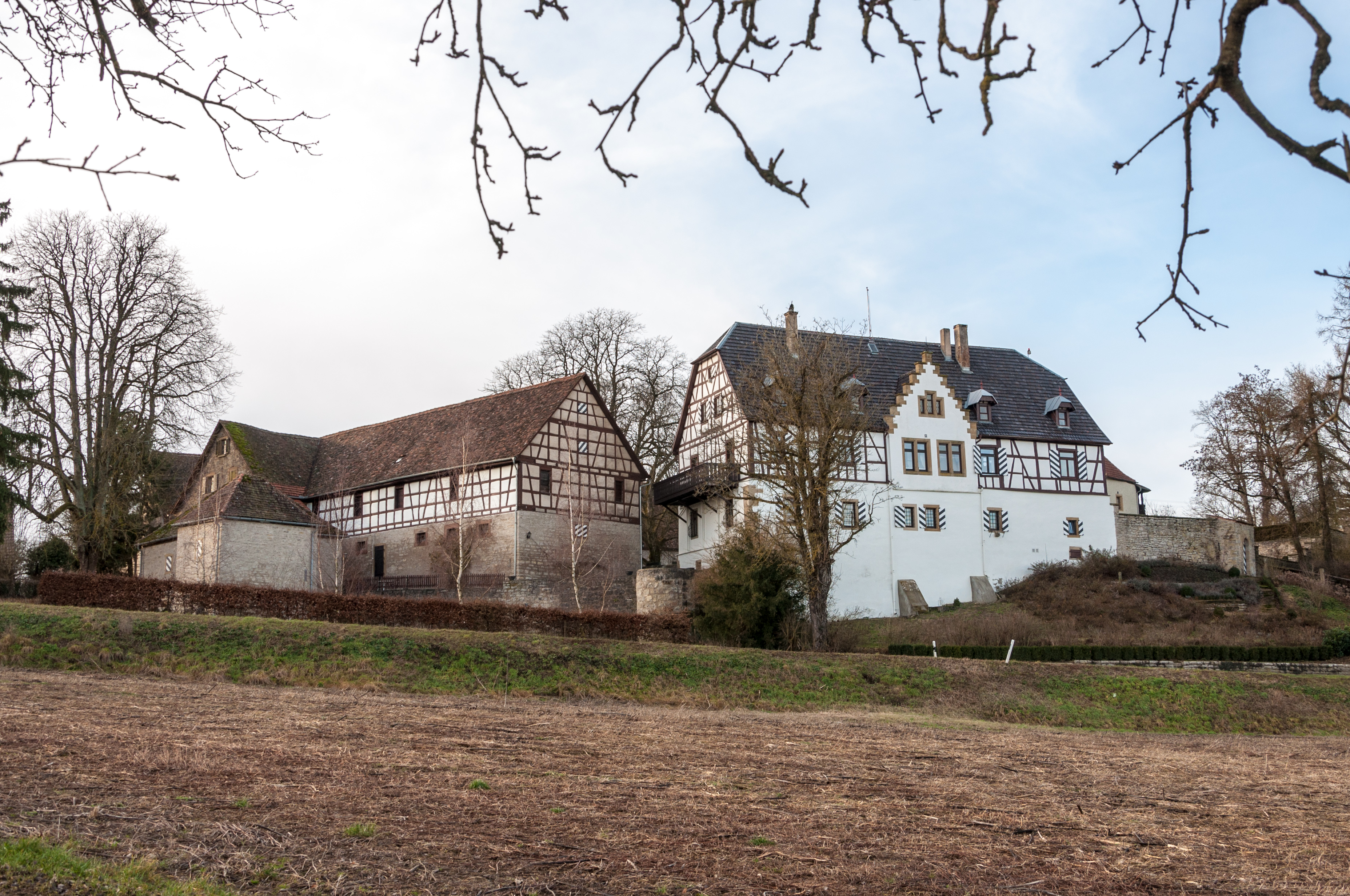
Schloss Rossach, Schöntal

## Wappen
Das Wappen zeigt ein silbernes fünfspeichiges Rad auf einem schwarzen Schild. Auf dem Helm mit schwarz-silbernen Decken ein sitzender silberner Wolf mit einem silbernen Lamm im Rachen.
Grundsätzlich haben die Berlichingen dieses fünfspeichige Rad im Wappen, doch es gibt, wie die oben abgebildete Glasmalerei mit dem Wappen des Philipp Ernst von Berlichingen-Hornberg deutlich zeigt, auch Berlichingensche Wappenräder mit sechs Speichen. Ebenso wie es bei den Wappen der angrenzenden Mainzer Fürstbischöfe nicht nur das übliche sechsspeichige Rad, sondern auch Wappenräder mit mehr, etwa acht Speichen, gab.
Die Positionierung des fünfspeichigen Rades ist unterschiedlich dargestellt, gelegentlich ist sie um den Winkel von 36 Grad verdreht.
Das Berlichingensche Wappen und das bekannte Götz-Motiv der Eisernen Hand wurden von der Gemeinde mit Zustimmung der Archivdirektion auch 1935 bei der Gestaltung des heutigen Wappens von Jagsthausen verwendet.

### Historische Wappenbilder

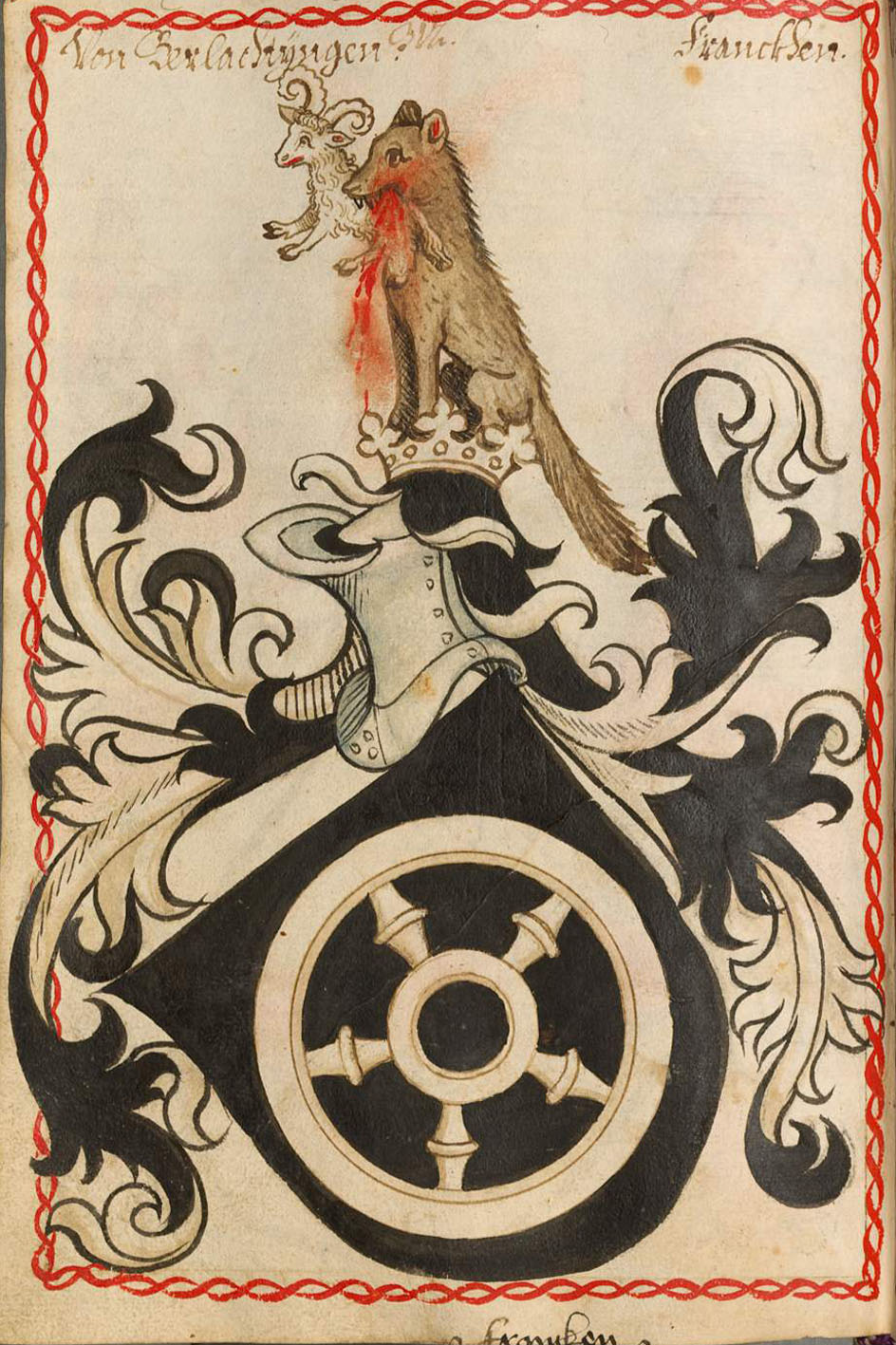
Stammwappen derer von Berlichingen im Scheiblerschen Wappenbuch
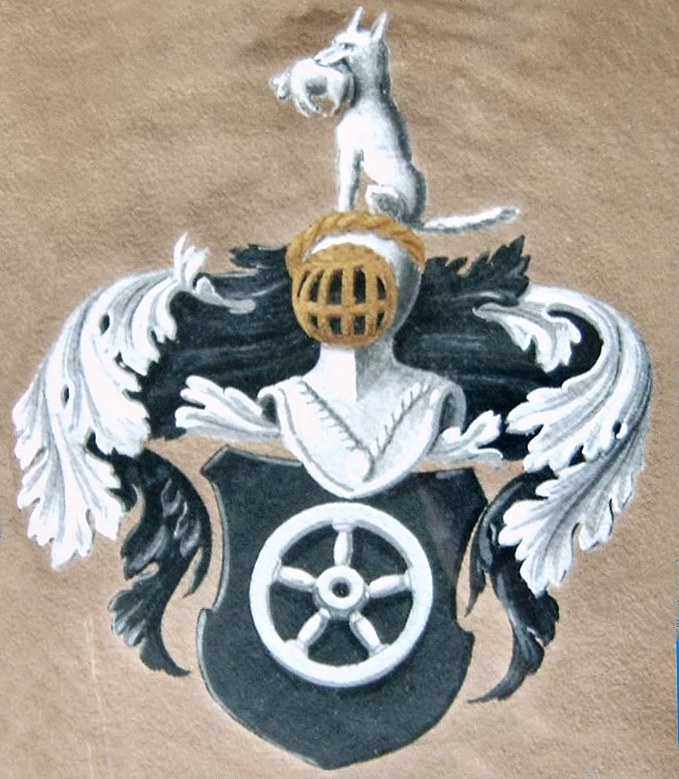
Wappen der Berlichingen mit Helmzier
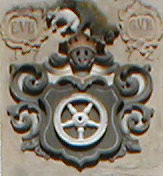
Wappen der Berlichingen am Palas der Götzenburg
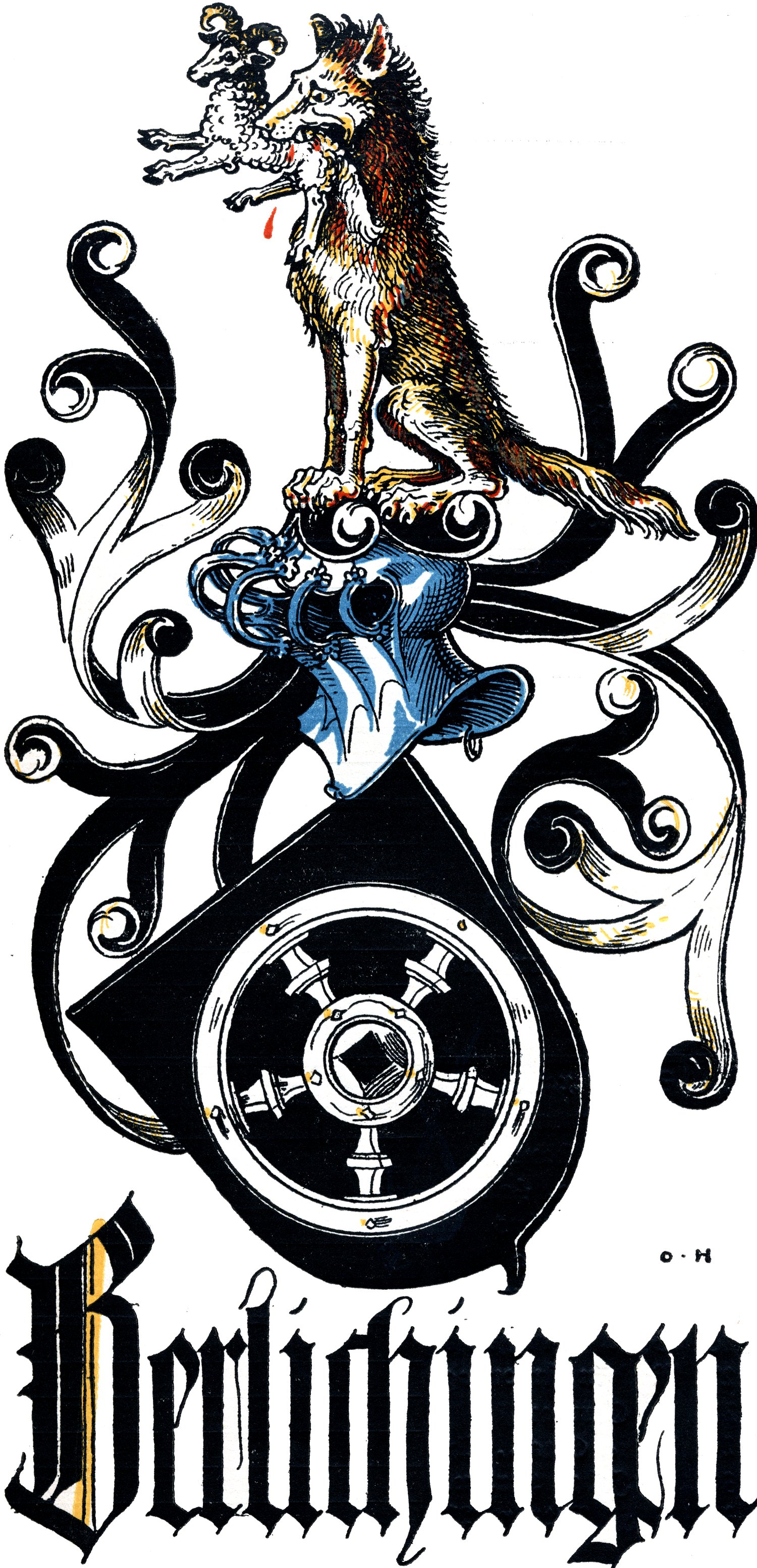
Wappengrafik von Otto Hupp im Münchener Kalender von 1901
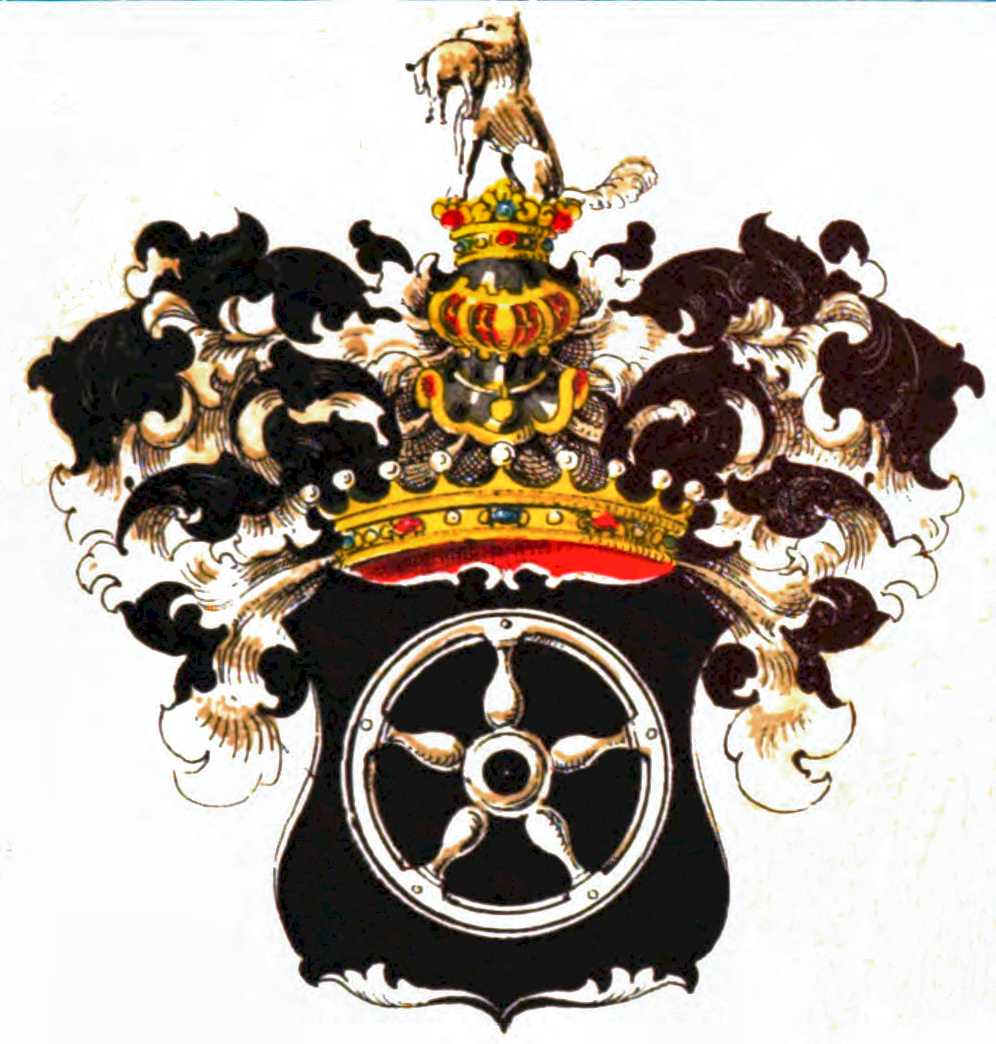
Wappen der Grafen von Berlichingen 1815
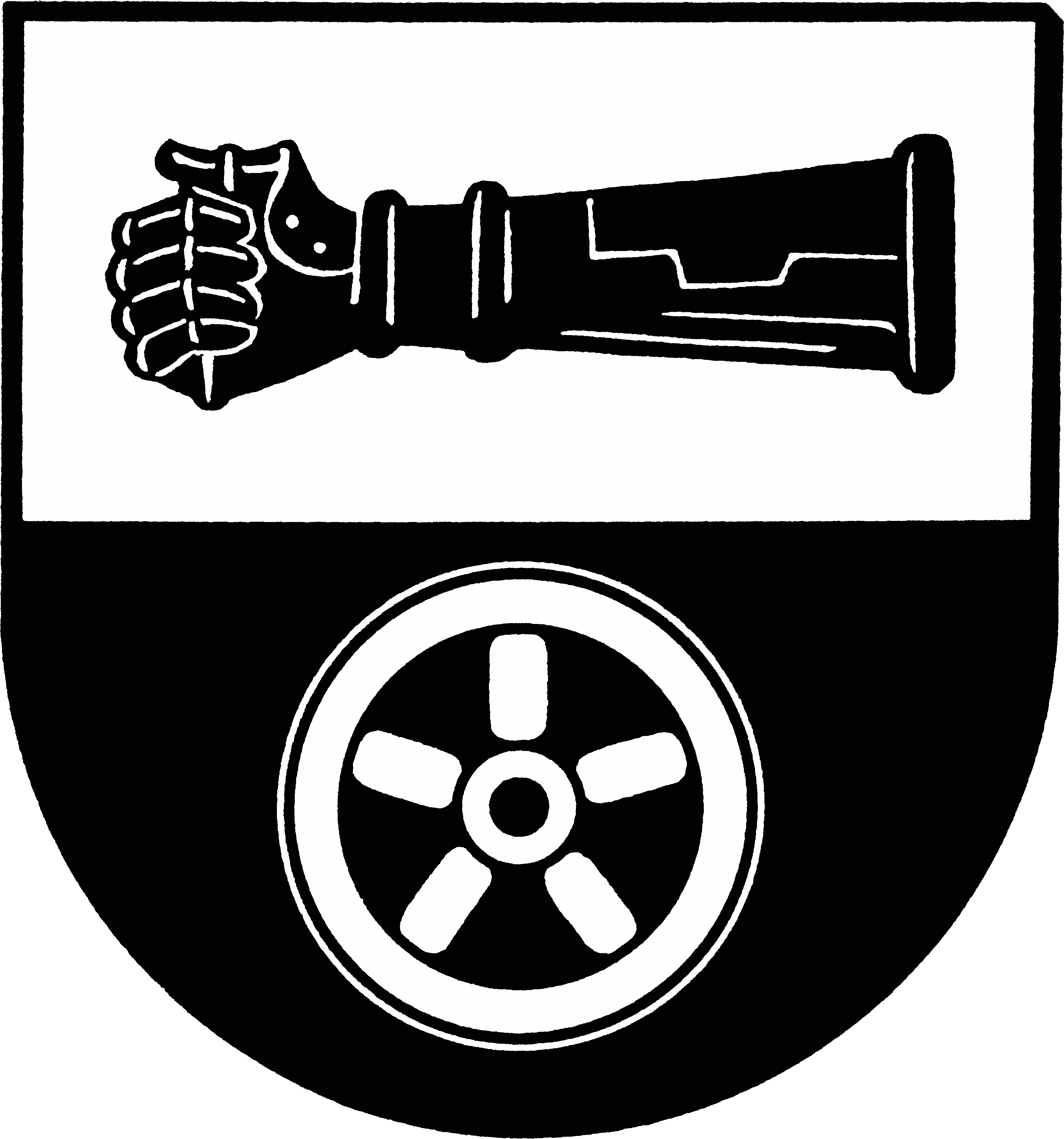
Gemeindewappen Jagsthausen
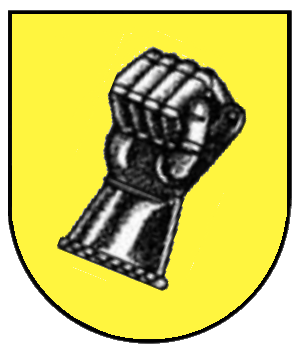
Gemeindewappen Berlichingen

## Linien der Familie

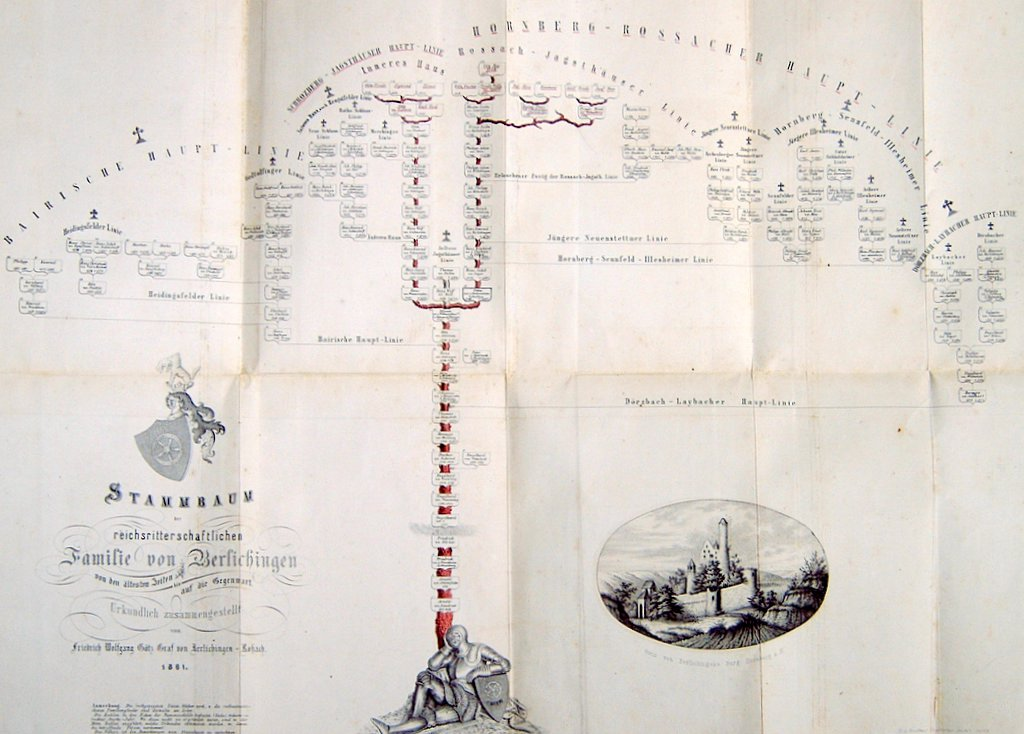
Stammbaum der Familie von Berlichingen bis 1861

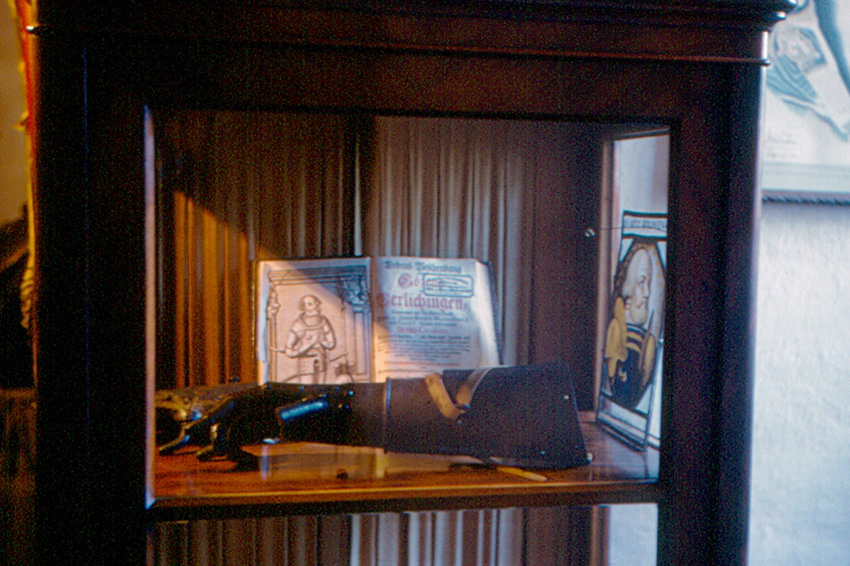
Eiserne Hand im Götzenburg-Museum Jagsthausen

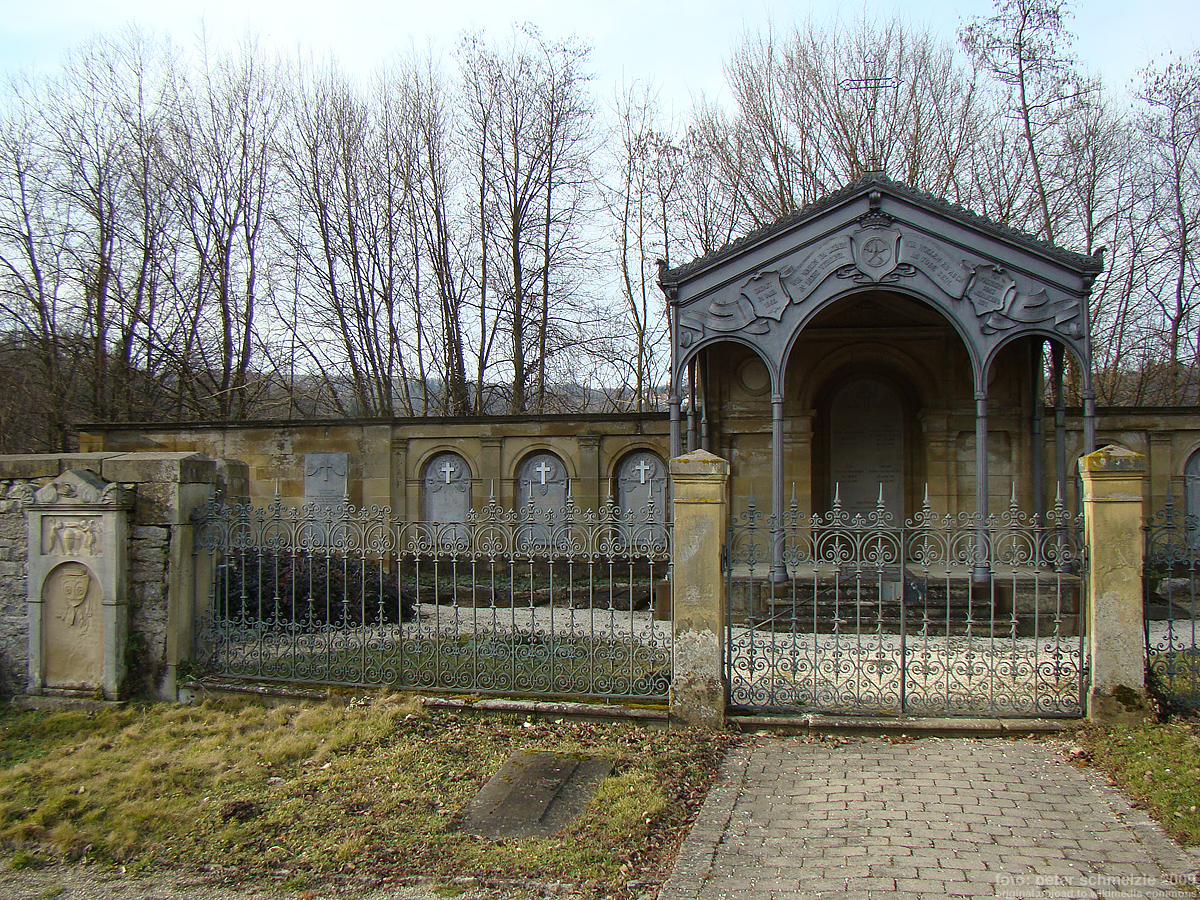
Erbbegräbnis auf dem Friedhof Jagsthausen

- I. Linie (Rossach) (ev. und kath.)
in Bayern immatrikuliert und ausgestorben

- II. Linie (Jagsthausen) (ev.)

Stammvater: Hans von Berlichingen (* 1490; † 1553)
- 1. Ast

Stammvater: Freiherr Götz von Berlichingen (* 1836; † 1876)
- 2. Ast

Stammvater Ernst Freiherr von Berlichingen (* 2. Juni 1841 in Jagsthausen; † 24. Mai 1882 Dörnishof)

## Bedeutende Namensträger
- Götz von Berlichingen zu Hornberg, der Ritter mit der Eisernen Hand. 1480–1562
- Burkhard von Berlichingen († 1623), Hofmarschall und Kaiserlicher Rat
- Freifrau Franziska von Berlichingen (geb. Gräfin von Hadik) erwarb 1778 Götzens Eiserne Hand, übergab sie der Familie als gemeinsamen unveräußerbaren Besitz und stiftete ein Stammbuch zur Eisernen Hand
- Graf Friedrich Wolfgang Götz von Berlichingen-Rossach verfasste eine umfangreiche Geschichte des Götz von Berlichingen und seiner Familie und veröffentlichte diese 1861 als Buch, um sie so einem größeren Publikum zugänglich zu machen.
- Adolf von Berlichingen (1840–1915), katholischer Theologe, Jesuit, Arzt und Schriftsteller
- Alexandra Freifrau von Berlichingen (geb. von Vultejus) heiratete 2001 Altbundespräsident Roman Herzog
- Eberhard Maximilian Karl von Berlichingen (1718–1785), k.k. General der Kavallerie
- Johann Friedrich Alexander von Berlichingen (1719–1789), k.k. Feldmarschalleutnant
- Johann Friedrich von Berlichingen (1682–1751), k.k. General der Kavallerie
- Dietrich Freiherr von Berlichingen (1911–19..) Oberst der Kavallerie, Kommandeur in Norwegen u. Finnland

## Printmedien
- Dorothee Gräfin von Walderdorff: Götz und Goethe. In: Deutsches Adelsblatt, Nr. 8 (Titelthema), 15. August 2022, ISSN 0012-1193, S. 16–20.